# بيتر جونستون (تنس)
بيتر جونستون (بالإنجليزية: Peter Johnston)‏ مواليد 1 يونيو 1960 في ملبورن، هو لاعب كرة مضرب أسترالي سابق بدأ مسيرته كمحترف سنة 1979 وكان يلعب باليد اليسرى. أعلى تصنيف له في الفردي كان المركز الـ 226 في سنة 1984. أعلى تصنيف له في الزوجي كان المركز الـ 139 في سنة 1985.

## النهائيات

### الزوجي: (1)
| الرقم | السنة | الدورة          | الأرضية | الشريك     | المنافس في النهائي     | النتيجة في النهائي |
| ----- | ----- | --------------- | ------- | ---------- | ---------------------- | ------------------ |
| 1.    | 1982  | سيدني، أستراليا | صلبة    | جون مكوردي | جون بنسون كريس جونستون | 6–7, 7–6, 7–6      |